# Den lille havfrue 3: Historien om Ariel
Den lille havfrue 3: Historien om Ariel er en amerikansk direkte-til-video tegnefilm fra 2008 og efterfølgeren til Disney-filmene Den lille havfrue fra 1989 og Den lille havfrue 2: Havets hemmelighed fra 2000. Rygterne sagde, at filmen var blevet aflyst, men dette blev afkræftet, da specialudgaven af Den lille havfrue havde en lille forsmag på filmen. Filmen handler om havfruen, da hun var yngre, og man får også hendes mor at se.

## Danske stemmer
- Ariel: Louise Fribo
- Sebastian: Lasse Lunderskov
- Kong Triton: Torben Sekov
- Marina Del Ray: Hanne Uldal
- Adella: Christina Ibsen Meyer
- Alana: Amalie Ihle Alstrup
- Andrina: Camilla Lindhof Vindeby
- Akvata: Gry Trampedach
- Arista: Özlem Saglanmak
- Attina: Karoline Munksnæs
- Benjamin: Kim Henriksen
- Tumle: Mathias Hartmann Niclasen
- Puf: Michael Elo
- Blækklat: Gordon Kennedy
- RokRok: Jens Bruno Hansen
- Sjolfert: Mads Knarreborg
- Sviffer: Troels Toya